# Robert W. RisCassi

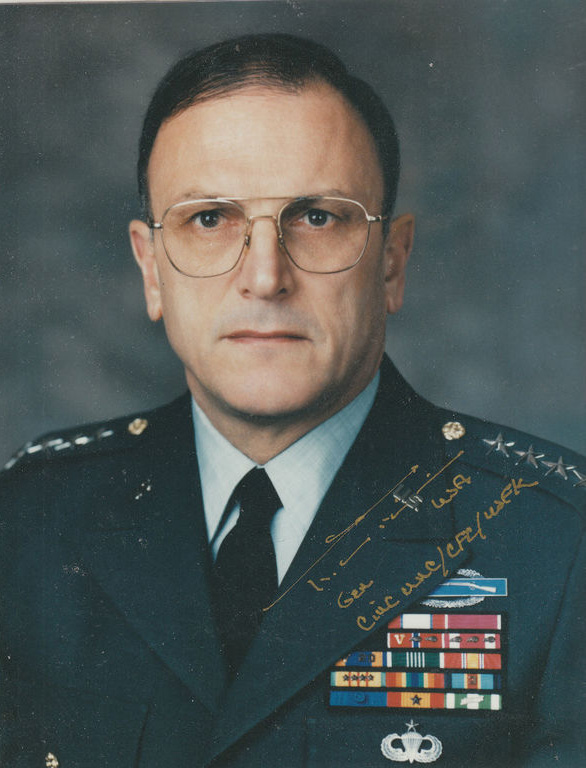
General Robert W. RisCassi

Robert William RisCassi (* 18. Januar 1936 in Hartford, Connecticut) ist ein ehemaliger US-amerikanischer Offizier der US Army, der als General zwischen 1989 und 1990 Vize-Chef des Generalstabes des Heeres (Vice Chief of Staff of the Army), von 1990 bis 1992 Kommandeur der Achten US-Armee (Eighth US Army) sowie zugleich zwischen 1990 und 1993 Kommandeur der US-Streitkräfte in Korea (US Forces Korea) war.

## Leben

### Offiziersausbildung und Verwendung als Offizier
Robert William RisCassi begann nach dem Schulbesuch ein Geschichtsstudium an der University of Connecticut, das er 1958 mit einem Bachelor of Arts (B.A. History) beendete. Ein postgraduales Studium der Politikwissenschaften an der Auburn University schloss er mit einem Master of Arts (M.A. Political Science) ab. Er absolvierte eine Offiziersausbildung und fand verschiedene Verwendungen als Offizier der US Army. Er war zudem Absolvent des Air Command and Staff College (ACSC) auf der Maxwell-Gunter Air Force Base sowie des US Army War College (USAWC) in Carlisle. In der Folgezeit war er stellvertretender Kommandant der US Army Infantry School in Fort Benning sowie stellvertretender Kommandeur der in der Bundesrepublik Deutschland stationieren 8. Infanteriedivision (8th Infantry Division). Als Generalmajor war er 1983 Kommandeur der in Fort Lewis stationierten 9. Motorisierten Infanteriedivision (9th Infantry Division (Motorized)).
Am 10. Juni 1985 wurde Generalleutnant RisCassi Nachfolger von Generalleutnant Carl E. Vuono Kommandant des Command and General Staff College (CGSC) in Fort Leavenworth sowie zugleich Kommandierender General des dortigen United States Army Combined Arms Center (USACAC). Er verblieb in diesen Verwendungen bis zum 9. Juni 1986, woraufhin Generalleutnant Gerald T. Bartlett seine Nachfolge antrat. Im Anschluss fungierte er zwischen Juni 1986 und August 1987 als stellvertretender Kommandierender General des Heereskommandos für Ausbildung und Einsatzschulung und -entwicklung TRADOC (US Army Training and Doctrine Command). Anschließend löste er am 14. August 1987 Vizeadmiral Powell F. Carter, Jr. als Direktor der Vereinigten Stabschefs (Director of the Joint Staff) ab und bekleidete diese Funktion bis zu seiner Ablösung durch Hansford T. Johnson am 30. November 1988. Daraufhin fungierte er zwischen Dezember 1988 und als stellvertretender Chef des Generalstabes für Operation und Planung (Deputy Chief of Staff for Operations and Plans).

### Aufstieg zum General
1989 wurde General RisCassi Vize-Chef des Generalstabes des Heeres (Vice Chief of Staff of the Army) und damit Nachfolger von General Arthur E. Brown. Er hatte diesen Posten bis Juni 1990 inne und wurde dann von General Gordon R. Sullivan abgelöst. Er selbst übernahm als Nachfolger von General Louis C. Menetrey den Posten als Kommandeur der Achten US-Armee (Eighth US Army) und verblieb auf diesem Posten bis November 1992, woraufhin General William W. Crouch seine Nachfolge übernahm. Zugleich war er als Nachfolger von General Menetrey zwischen dem 26. Juni 1990 und seiner Ablösung durch Gary E. Luck am 15. Juni 1993 Kommandeur der US-Streitkräfte in Korea (US Forces Korea), Kommandeur des Gemeinsamen US-amerikanisch-südkoreanischen Streitkräftekommandos (Commanders, ROK/U.S. Combined Forces Command) sowie Oberkommandierender des UN-Kommandos Korea (Commander in Chief, United Nations Command).
1989 verlieh ihm die Ehemaligenvereinigung der University of Connecticut den Distinguished Graduate Award. Nach seinem Ausscheiden aus dem aktiven Militärdienst war RisCassi als Wirtschaftsmanager tätig und unter anderem Vizepräsident des Rüstungsunternehmens L-3 Communications Corporation. Daneben arbeitete er für Unternehmen wie Loral Corporation, Lockheed Martin, als Vorstandsmitglied von Alliant Techsystems, der Korea Society und des National Intelligence Council sowie als Mitglied der Beratergruppe der SPECTRUM Group. 1997 war er Mitglied des National Defense Panel. 2001 gehörte er dem vom US-Verteidigungsministerium eingesetzten Kommission zur Untersuchung des Massaker von Nogeun-ri, bei dem Ende Juli 1950 während des Koreakrieges hunderte koreanische Flüchtlinge durch den gezielten Beschuss durch US-amerikanische Truppen in der Nähe des Dorfes Nogeun-ri starben.

## Auszeichnungen
Auswahl der Dekorationen, sortiert in Anlehnung der Order of Precedence of Military Awards:
- Defense Distinguished Service Medal
- Army Distinguished Service Medal (3 x)
- Legion of Merit
- Bronze Star (3 × und Zusatz „Combat Valor“)
- Meritorious Service Medal (4 ×)
- Air Medal (30 ×)
- Army Commendation Medal
- National Defense Service Medal
- Vietnam Service Medal (5 ×)
- Army Service Ribbon
- Army Overseas Service Ribbon
- Offizier des französischen Nationalverdienstordens
- Republic of Vietnam Gallantry Cross
- Vietnam Campaign Medal